# Krystyna Krzystek-Walka
Krystyna Michalina Krzystek-Walka (ur. 16 kwietnia 1924 w Krakowie, zm. 11 lipca 2002 tamże) – polska lekarka, okulista, specjalistka w dziedzinie strabologii, wykładowczyni Akademii Medycznej w Krakowie, od 1993 roku Collegium Medicum Uniwersytetu Jagiellońskiego.

## Życiorys
Była córką Stanisława Kobieli, prawnika, oraz Michaliny z Jastrzębskich. W czasie okupacji uczęszczała na tajne komplety, maturę zdała w 1944 roku. Aresztowana, wraz z matką została wywieziona do obozu koncentracyjnego Ravensbrück. W kwietniu 1945 roku została wraz z innymi więźniarkami wywieziona do Szwecji, gdzie po wyzdrowieniu rozpoczęła studia medyczne. Do Polski powróciła w 1947 roku. W 1952 roku uzyskała dyplom lekarza na Akademii Medycznej w Krakowie, po czym rozpoczęła pracę w Klinice Okulistyki kierowanej przez profesora Mariana Wilczka. Stopień doktora medycyny uzyskała w 1961 roku na podstawie pracy Badanie nad adaptacją do ciemności w jaskrze, habilitację i stanowisko docenta w 1967 roku na podstawie rozprawy Zaburzenia korespondencji siatkówkowej w zezie i jej zmiany w przebiegu leczenia.
Od 1959 roku, obok pracy w Klinice Okulistyki, pełniła również funkcję ordynatora Oddziału Leczenia Zeza i Niedowidzenia w Wojewódzkim Szpitalu Okulistycznym w Krakowie-Witkowicach. Współorganizowała Sanatorium Rehabilitacyjnego Leczenia Zeza im. prof. M. Wilczka w Sobótce i pełniła tam funkcję konsultanta. W 1965 roku doprowadziła do uruchomienia w Krakowie kursów ortoptystek (osób zajmujących się diagnostyką i rehabilitacją zeza i innych dysfunkcji wzroku), od 1979 roku przekształconych w dwuletnią szkołę pomaturalną. W 1973 roku została konsultantem Światowej Organizacji Zdrowia do spraw okulistyki dziecięcej w Maroku. W latach 1975–1995 była krajowym specjalistą do spraw strabologii i okulistyki dziecięcej. W latach 1980–1996 kierowała Pracownią Patofizjologii Widzenia i Neurookulistyki przy Katedrze Okulistyki Akademii Medycznej w Krakowie. W 1977 roku została mianowana profesorem nadzwyczajnym, w 1987 roku uzyskała tytuł profesora zwyczajnego.
W pracy naukowej zajmowała się szczególnie neurookulistyką i strabologią. Jej dorobek naukowy obejmuje 145 prac, w tym pięć podręczników i siedem rozdziałów w podręcznikach zbiorowego autorstwa. Była promotorką 11 doktoratów i opiekunką dwóch habilitacji. Była współzałożycielką i w latach 1973–2001 przewodniczącą Sekcji Strabologicznej Polskiego Towarzystwa Okulistycznego, członkiem Komisji Zmysłów Wydziału Nauk Medycznych Polskiej Akademii Nauk, European Strabismological Association, International Strabismological Association i innych zagranicznych towarzystw naukowych. Prowadziła wykłady w szkołach wyższych w Szwecji i Algierii.
Zmarła 11 lipca 2002 roku w Krakowie. Została pochowana na cmentarzu Rakowickim.

## Odznaczenia i nagrody
- Krzyż Kawalerski Orderu Odrodzenia Polski
- Złoty Krzyż Zasługi
- Złota Odznaka „Za pracę społeczną dla miasta Krakowa”